# Walking on Fire
Walking on fire è il secondo singolo di Cătălin Josan, entrato nelle stazioni radiofoniche americane il 21 agosto 2011 e in quelle europee il 29 settembre.

## Il video
Il video è stato diffuso il 22 agosto 2011. Il video musicale di Walking on Fire consiste in riprese dove si vede Cătălin Josan, intento a giocare a fare il torero con un toro. Successivamente si presentano delle donne che provano a filtrare danzando davanti a lui e alla fine lui finisce col scegliere la migliore.